# Frumštejn
Frumštejn je zaniklý hrad v okrese Plzeň-sever. Stál na okraji plošiny nad Košetickým potokem v nadmořské výšce 450 metrů. mezi vesnicemi Hunčice a Košetice. Od roku 1964 je chráněn jako kulturní památka. Dochovaly se z něj terénní pozůstatky staveb a opevnění.

## Historie
Zakladatelem hradu byl snad na počátku 14. století některý z příslušníků rodu Hroznatovců. Písemně je poprvé zmíněn až roku 1457 v predikátu pánů z Frumštejna. Během válek za vlády krále Jiřího z Poděbrad byl dvakrát dobyt: nejprve královským vojskem a podruhé ho na straně zelenohorské jednoty dobyl Burjan z Gutštejna, který ho připojil ke svému všerubskému panství. Jako pustý se připomíná roku 1521.

## Stavební podoba
Hradní jádro mělo obdélný půdorys. Chránil ho mohutný příkop a val, který je nejzřetelnějším pozůstatkem hradu. Na severní straně byl před valem další příkop. Val byl pravděpodobně v 15. století částečně rozšířen a na severní a východní straně zpevněn zemními baštami. Ze zástavby jádra se nic nedochovalo. Okrouhlá jáma v jihovýchodním nároží by snad mohla být pozůstatkem věže.